# Мелница за органи, № 1
"Мелница за органи, № 1" (на английски: Organ Grinder, No. 1) е американски късометражен ням филм от 1894 година на режисьора и продуцент Уилям Кенеди Диксън, заснет от компанията Едисън Манюфакчъринг Къмпъни, собственост на Томас Едисън. Кадри от филма не са достигнали до наши дни и той се смята за изгубен.

## Сюжет
За първи път в историята на кинематографията е заснето смилане на вътрешности. Спиращо дъха страхопочитание от зората на киното.